# Elecciones estatales de Oaxaca de 1998
Las elecciones estatales de Oaxaca de 1998 se llevaron a cabo el 2 de agosto de 1998 y en ella se renovaron los siguientes cargos de elección popular;
- Gobernador de Oaxaca. Titular del Poder Ejecutivo del estado, electo para un periodo de seis años no reelegibles en ningún caso. El candidato electo fue José Murat Casab.
- 151 ayuntamientos. Compuestos por un Presidente Municipal y regidores, electos para un periodo de tres años no reelegibles para el periodo inmediato.
- 41 Diputados al Congreso del Estado. 25 Diputados electos por mayoría relativa en cada uno de los Distrito Electorales y 16 por el principio de representación proporcional para integrar la LVII Legislatura.[1]

## Resultados

### Congreso del Estado
|  | 46.73 % |

|  | 34.39 % |

|  | 11.00 % |

|  | 1.38 % |

|  | 1.31 % |

|  | 0.68 % |

|  | 0.45 % |

|  | 4.03 % |

|  | 100 % |

### Ayuntamientos
|  | 46.7 % |

|  | 30.4 % |

|  | 16.4 % |

|  | 1.2 % |

|  | 1.0 % |

|  | 0.9 % |

|  | 0.7 % |

|  | 97.3 % |

|  | 2.7 % |